# ایگناز وکسلمان
ایگناز وکسلمان (انگلیسی: Ignaz Wechselmann; ۱ ژانویهٔ ۱۸۲۸ – ۱۷ ژانویهٔ ۱۹۰۳) معمار، و نیکوکار اهل مجارستان بود.